# Gabacho
Gabacho (pronúncia espanhola: [ɡaˈβatʃo]; feminino, gabacha) é uma palavra usada na língua espanhola para descrever estrangeiros de diferentes origens na história anterior. A sua origem está na Espanha peninsular, como sinónimo pejorativo de "francês".[carece de fontes?]
Na Espanha, o termo mantém o significado inicial, e é usado como referência pejorativa a alguém ou algo especificamente francês, sem aplicação a qualquer outra nacionalidade. Outros países de língua espanhola, no entanto, adotaram o termo em um sentido mais amplo, adquirindo um significado semelhante ao significado que guiri tem na Espanha (turistas estrangeiros grosseiros, da Grã-Bretanha, ou de paísesdo norte da Europa).[carece de fontes?]
Em países de língua espanhola que não a Espanha, também pode significar lugar (especificamente os EUA) quando o artigo definido el é usado na frente dele "el gabacho".[carece de fontes?]
Na Espanha tem sido usado como uma referência degradante para os franceses por centenas de anos. No México, Guatemala e El Salvador é usada uma referência depreciativa para cidadãos dos Estados Unidos. No México, el gabacho também pode significar os Estados Unidos, como um lugar ("Voy para el gabacho", "Vou para os EUA").[carece de fontes?]
Gabacha também é uma palavra usada em Guatemala para avental. Na América Central, é usado para se referir a certos tipos de jalecos, como o de médico, aluno do jardim de infância, jaleco ou colete de formatura.[carece de fontes?]

## Etimologia
As origens são discutidas. Uma possível raiz é a palavra [[língua catalã|catalã}} catalã gavatx que significa estrangeiro. Outra raiz possível deriva da palavra occitana gavach, que significa "alguém que fala de forma defeituosa" ou "alguém que não fala corretamente",  sendo essa a posição oficial do Diccionario de la lengua española. 
Robert A. Geuljans, etiólogo, concorda com a ligação entre "gabacho" e as origens aquitaniana e catalã ao considerar que a origem de todos, gabacho, gavatx e gavach vem da palavra ocitana para "bócio", uma desordem comum nos Pireneus franceses causada por deficiência de vitaminas que prejudica a capacidade de falar. Os peregrinos aflitos viajavam da França para a Espanha desde a Idade Média, para seguir o Caminho de Santiago na esperança de uma cura milagrosa.
A palavra também pode derivar de uma transcrição simulada da palavra francesa para um casaco longo, especificamente para os casacos dos soldados franceses durante o final do século XVIII e início do século XIX.[carece de fontes?]
O Dicionário Etimológico da Língua Espanhola afirma que a palavra se originou no século 16, significando "homens rudes da montanha", e "ele fala mal a língua local". Segundo o "Diccionario de Autoridades" de 1734, é usado para as pessoas originárias das dobras dos Pirenéus, porque em certas épocas do ano, migravam para o Reino de Aragão e outras partes, onde trabalham nas partes mais baixas da sociedade.